# Hrádek nad Nisou
Hrádek nad Nisou là một thị trấn thuộc huyện Liberec, vùng Liberecký, Cộng hòa Séc.